# Вологі листяні ліси долини верхнього Гангу
Вологі листяні ліси долини верхнього Гангу (ідентифікатор WWF: IM0166) — індомалайський екорегіон тропічних та субтропічних вологих широколистяних лісів, розташований в Північній Індії.

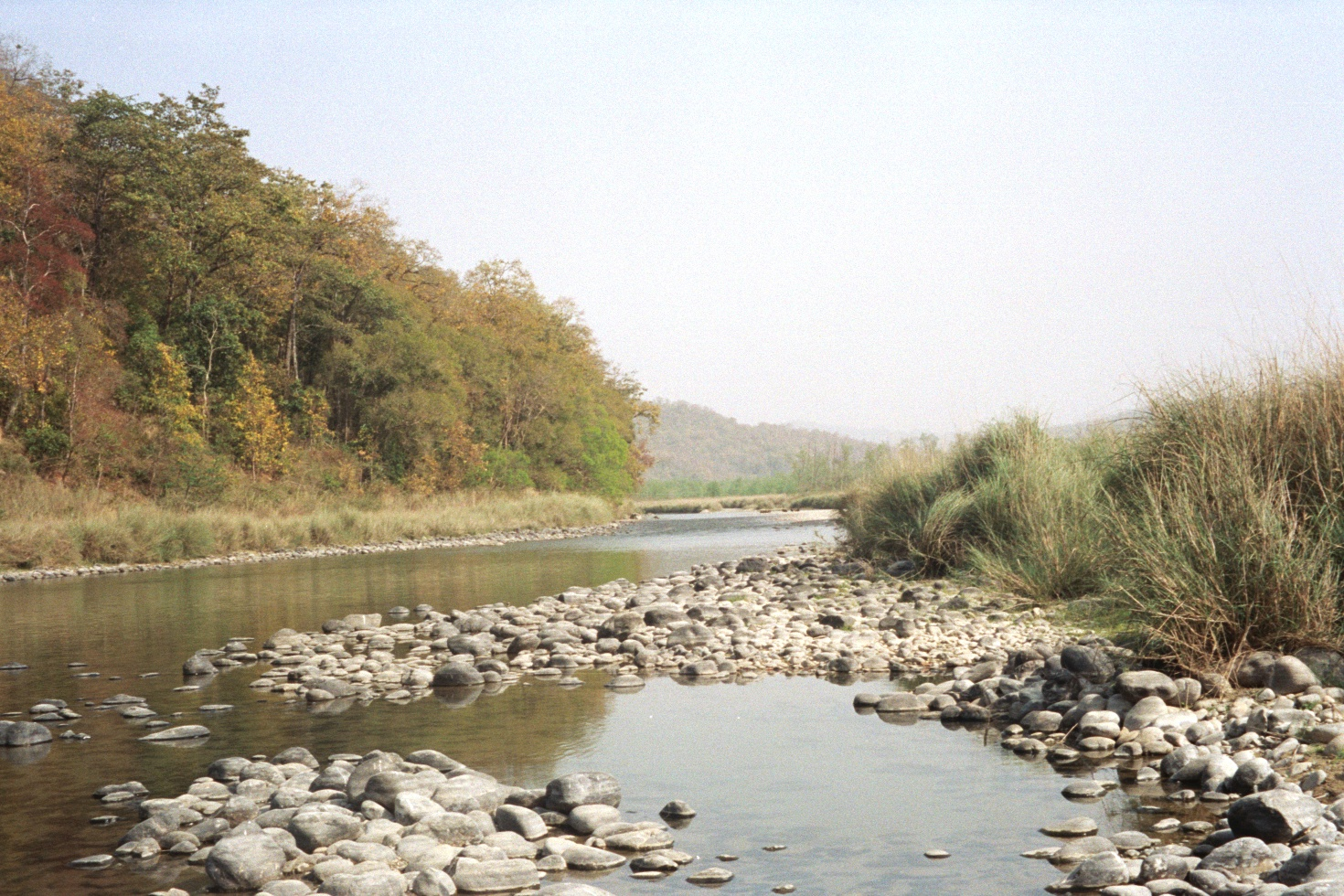
Ландшафт Національного парку Джима Корбетта

## Географія
Екорегіон вологих листяних лісів долини верхнього Гангу розташований на території Індо-Гангської рівнини, в алювіальних долинах річок Ганг і Джамна. Він охоплює більшу частину Уттар-Прадешу, а також сусідні райони Уттаракханду, Хар'яни, Мадг'я-Прадешу та Біхару, на півночі доходячи до кордону з Непалом. Рельєф регіону переважно низовинний, місцями порізаний долинами та ярами. Поширені алювіальні ґрунти, сформовані відкладеннями Гангу, глибина яких у деяких місцях може досягати 6 м. Ганг є однією з найдовших річок Азії. Він бере початок в Західних Гімалаях, тече паралельно на схід уздовж підніжжя гір, після чого зливається з Брахмапутрою і впадає у Бенгальську затоку.
На півночі, в передгір'ях Гімалаїв, екорегіон переходить у гімалайські субтропічні соснові ліси, савани та луки Тераї-Дуару та в гімалайські субтропічні широколистяні ліси, на заході — у більш сухі колючі чагарники та ліси Північно-Західної Індії та сухі листяні ліси Катхіавар-Гіру, на півдні, на плато Малава та на Бунделкхандській височині — у сухі листяні ліси долини Нармади, а на сході — у вологі листяні ліси долини нижнього Гангу.
В межах екорегіону розташовано багато великих міст, зокрема Делі, Агра, Канпур, Лакхнау, Гваліор та Варанасі.

## Клімат
В межах екорегіону переважає вологий субтропічний клімат (Cwa за класифікацією Кеппена). Річна кількість опадів становить менше 500 мм, більшість з яких приносять південно-західні мусони. Східна частина екорегіону є вологішою, ніж західна.

## Флора
Первинний рослинний покрив екорегіону представлений вологими листяними лісами, дерева яких скидають листя під час сухого сезону. В цих лісах переважають салові дерева (Shorea robusta), висота яких становить 25-35 м, а також зустрічаються еліптичні терміналії (Terminalia elliptica), дерева бахеда (Terminalia bellirica), дрібноцвіті лагерстромії (Lagerstroemia parviflora), серцелисті адіни (Adina cordifolia), п'ятистовпчикові ділленії (Dillenia pentagyna) та різні види фікусів (Ficus spp.). В заплавах річок, де регулярно трапляються повені, зустрічаються мезофільні луки або савани, де ростуть дикі цукрові тростини (Saccharum spontaneum), цукрові наренги (Saccharum narenga), бенгальські цукрові тростини (Saccharum bengalense) та пахучі золотоборідники (Chrysopogon zizanioides). Більша частина лісів та луків регіону наразі знищені, а території, де вони росли, перетворені на сільськогосподарські угіддя. 

## Фауна
В межах екорегіону зустрічається 79 видів ссавців. Раніше тут мешкали бенгальські тигри (Panthera tigris tigris), індійські носороги (Rhinoceros unicornis), індійські слони (Elephas maximus), азійські арні (Bubalus arnee), чотирирогі антилопи (Tetracerus quadricornis), барасинги (Rucervus duvaucelii) та ведмеді-губачі (Melursus ursinus). Внаслідок знищення природного середовища багато з цих тварин вимерли в екорегіоні, однак індійські слони, ведмеді-губачі та барасинги продовжують мешкати в небагатьох збережених лісах біля підніжжя Гімалаїв.
В межах екорегіону зустрічається близько 290 видів птахів, зокрема індійські дрохви (Ardeotis nigriceps), індійські флорікани (Sypheotides indicus), індійські токо (Ocyceros birostris) та малабарські птахи-носороги (Anthracoceros albirostris). У водно-болотних угіддях в долинах Гангу та його приток гніздяться та зимують численні водно-болотні птахи, а також зустрічаються болотяні крокодили (Crocodylus palustris) та індійські гавіали (Gavialis gangeticus). В річках регіону мешкають рідкісні гангські дельфіни (Platanista gangetica).

## Збереження
Оцінка 2017 року показала, що 3544 км², або 1 % екорегіону, є заповідними територіями. Природоохоронні території включають: 
- Національний парк Джима Корбетта
- Національний заповідник Чамбал[en]
- Національний парк Раджаджі
- Природний заповідник Хастінапур[en]
- Природний заповідник Карера[en]
- Природний заповідник Раніпур[en]
- Заповідник Кен-Гхаріал[en]
- Природний заповідник Кішанпур [en]
- Природний заповідник Сохагі-Барва[en]